# エウロ (フリゲート)
エウロ（イタリア語: Euro, F 575）は、イタリア海軍のマエストラーレ級フリゲート6番艦。艦名は南東風を意味するイタリア語に由来する。

## 艦歴
「エウロ」は、リウーニティ造船リヴァ・トリゴソ造船所で建造され、1983年3月25日に進水、1984年4月7日に就役する。
近年は不朽の自由作戦のためにインド洋に展開しており、海上自衛隊から洋上補給も受けている。